# Чалай, Васлий
Васли́й Чала́й (псевдоним, настоящее имя — Васи́лий Фёдорович Чега́ев; 31 декабря 1917, Визимбирь, Вятская губерния — 8 июля 1979, Токтайбеляк, Марийская АССР) — марийский советский поэт, редактор, прозаик, переводчик, член Союза писателей СССР. Участник Недели марийской поэзии в Москве (1956). Участник Великой Отечественной войны. Член ВКП(б) с 1945 года.

## Биография
Родился 31 декабря 1917 года в д. Визимбирь (мар. Визымйыр) Ирмучашской волости Уржумского уезда Вятской губернии.
Был воспитанником детского дома, в 1939 году окончил рабфак Марийского учительского института.
В 1939 году поэт был призван в ряды Красной армии. С началом Великой Отечественной войны служил на Дальнем Востоке, участвовал в битве под Сталинградом, в боях против Квантунской армии японских империалистов, был тяжело ранен. Командовал миномётным взводом 58-го стрелкового полка 190-й стрелковой Краснознамённой дивизии, служил в 60-м отдельном строительном железнодорожном батальоне 7-й железнодорожной бригады. Своё ненавистное отношение к войне и к фашистскому врагу, верность воинскому долгу и предчувствие скорой победы отражал в стихотворениях, публиковавшихся на страницах альманахов «Родина верч» («За Родину!») и «Пиалан илыш» («Счастливая жизнь»).
После демобилизации В. Чалай работал литературным сотрудником газеты «Марий коммуна», сотрудником журнала «Ончыко», редактором Гостелерадио Марийской АССР, редактором Марийского книжного издательства, методистом по агитбригадам Дома народного творчества республики.
Умер 8 июля 1979 года в с. Токтайбеляк Куженерского района. Похоронен на Туруновском кладбище Йошкар-Олы.

## Литературная деятельность
Член Союза писателей СССР с 1951 года.
В 1950—1955 годах В. Чалай учился в Литературном институте им. М. Горького в Москве вместе со своим другом и соратником по перу, лауреатом Сталинской премии III степени, будущим первым народным марийским поэтом М. Казаковым.

В. Чалай был активным участником Недели марийской поэзии в Москве в августе 1956 года с выступлениями в Центральном Доме Советской Армии, в ЦПКиО им. М. Горького, в парке «Сокольники» и на телевидении. Среди участников тех вечеров были марийские поэты М. Казаков, С. Вишневский, А. Бик, И. Стрельников, Г. Матюковский, А. Канюшков, русскоязычный поэт республики Н. Анциферов. Тогда стихи В. Чалая и других марийских поэтов проходили обсуждение в ходе семинаров Союза писателей СССР в Литературном институте им. М. Горького под председательством поэта М. Светлова с участием московских поэтов и критиков А. Безыменского, С. Поделкова, А. Казакова, В. Захарченко, А. Ойслендера, С. Олендера, Э. Левонтина и других. Сами марийские поэты после такого «разбора полётов», где отмечались и достоинства, и недостатки их творений, приходили к серьёзным и откровенным выводам по поводу своих произведений. Например, М. Казаков иногда в довольно жёсткой манере отзывался о своём творчестве и творчестве своих соратников, того же В. Чалая:
«В марийской поэзии слишком много риторики, сухой декларативности, нет глубокого показа живых людей, преобладает сухой пересказ, рифмованная проза. Этим страдают многие стихи М. Майна, В. Чалая, И. Стрельникова и некоторых других поэтов. Поэты стремятся оперативно откликнуться на актуальные события, но делают это второпях, а отсюда малохудожественно».
В. Чалай начал заниматься литературным творчеством с 1935 года, в 1939 году выпустил в свет дебютную книгу стихов «Йӧратыме элем» («Моя любимая страна»). Всего издано 13 книг поэта на марийском и 3 книги на русском языке, среди них: «Лирика» (1940), «Рвезелык» («Молодость», 1944), «Ончыко, йолташ!» («Вперёд, товарищ!», 1947), «Шошо сем» («Весенние мотивы», 1953), «Поро кумыл» («Доброе пожелание», 1955), «Пиал» («Счастье», 1960), «Садер коклаште» («В саду», 1961), «Пеледше тукымлан» («Цветущему поколению», 1964), «Тый денет пырля» («С тобой вместе», 1968), «Вешний день» (1953), поэма-сказка «Ямет и Тоймет» (1966), «Незабываемая осень» (1977) и др. Стихи поэта также публиковались в коллективных сборниках стихов «Марийская поэзия» (1960), «На земле марийской» (1967), «Огненные строки» (1985) и других печатных изданиях.

В. Чалай писал, преимущественно, стихотворения гражданской, военно-патриотической и лирической направленности, в стихах, как и многие марийские поэты советской поры, воспевал свою родину, народ, героизм и мужество советских воинов. Он был и поэтом-песенником, автором слов ко многим лирическим песням, популярным и в наше время. Как отмечено в биографической справке в издании «Писатели Марий Эл»:
«В творчестве В. Чалая ярко прослеживается влияние народной поэзии».
Аналогичная мысль прослеживается и в научном издании «История марийской литературы»:
«Художественные образы и ритмико-интонационный строй своих произведений в большинстве случаев заимствовал из фольклора В. Чалай. В его стихах то и дело встречаются традиционные образы „черемухи в белом цвету“, „кукушки в березняке“, без которых обычно не обходится марийская народная песня. Обогащенные современным содержанием, фольклорные мотивы придали лучшим произведениям В. Чалая своеобразное звучание, национальный колорит».
Работал В. Чалай также как прозаик и переводчик. В 1962 году вышла в свет его повесть «Мемнан тукымна» («Наше поколение»).
Он перевёл на родной язык произведения А. Пушкина, М. Лермонтова, Т. Шевченко, Н. Некрасова, песни М. Исаковского. В свою очередь его собственные произведения переводились на русский, татарский, чувашский, удмуртский, башкирский, мордовский, коми языки. Среди переводчиков произведений В. Чалая на русский язык значатся советские поэты С. Наровчатов, Н. Старшинов, С. Поделков, П. Железнов, А. Казаков, Э. Левонтин, С. Макаров, В. Борисов.

## Основные произведения
Список основных произведений:

### На марийском языке
- Йӧратыме элем: почеламут-шамыч (моя любимая страна: стихи). Йошкар-Ола, 1939. 56 с.
- Лирика: почеламут-шамыч (Лирика: стихи). Йошкар-Ола, 1940. 56 с.
- Рвезелык: почеламут-шамыч (Молодость: стихи). Йошкар-Ола, 1944. 32 с.
- Ончыко, йолташ!: почеламут сборник (Вперёд, товарищ!: стихи). Йошкар-Ола, 1947. 48 с.
- Шошо сем: полчеламут сборник (Весенние мотивы: стихи). Йошкар-Ола, 1953. 100 с.
- Поро кумыл: почеламут ден муро-влак (Доброе пожелание: стихи и песни). Йошкар-Ола, 1955. 96 с.
- Пиал: почеламут, муро, поэма сборник (счастье: стихи, песни, поэмы). Йошкар-Ола, 1960. 96 с.
- Садер коклаште: почеламут ден муро-влак (В саду: стихи и песни). Йошкар-Ола, 1961. 92 с.
- Мемнан тукымна: повесть (Наше поколение). Йошкар-Ола, 1962. 100 с.
- Пеледше тукымлан: помеламут-влак (Цветущему поколению: стихи). Йошкар-Ола, 1964. 44 с.
- Ямет ден Тоймет: йомак (Ямет и Тоймет: сказка). Йошкар-Ола, 1966. 40 с.
- Тый денет пырля: почеламут ден муро-влак (С тобой вместе: стихи и песни). Йошкар-Ола, 1968. 112 с.
- Мондалтдыме шыже: почеламут, муро, поэма (Незабываемая осень: стихи, песни, поэма). Йошкар-Ола, 1975. 160 с.

### В переводе на русский язык
- Стихи // Марийская поэзия. Йошкар-Ола, 1952. С. 107—121.
- Вешний день: стихи. М.. 1953. 80 с.
- Кричат и вьются коршуны: стихи / пер. С. Поделкова // Священная война. М., 1966. С. 744.
- Ямет и Тоймет: сказка / пер. А. Казакова. Йошкар-Ола, 1967. 40 с.
- Белая девушка; Йошкар-Ола; Будем родными; в яблоневом саду; На берегу Кокшаги: стихи // На земле марийской. Йошкар-Ола, 1967. С. 51—57.
- Будем родными: стихи / пер. С. Наровчатова // Песня, ставшая книгой. М., 1972. С. 396.
- Станем роднёй: стихи / пер. С. Поделкова // Песнь любви. Т. 2. М., 1972. С. 123.
- Незабываемая осень: стихи и поэмы. Йошкар-Ола, 1977. 112 с.
- Светец; Кричат и вьются коршуны…; на пасеке; Где ты сейчас…: стихи // Поделков С. Созвездие. М., 1982. С. 13—17.
- На берегах реки Медовой; Куженер; Кричат и вьются коршуны; На пасеке: стихи / пер. С. Поделкова // Соловьиный родник. Йошкар-Ола, 1984. С. 125—130.
- Дуб; Весенним утром; На страже мира: стихи / пер. В. Панова // Братство песенных сердец. Йошкар-Ола, 1990. С. 38—40.

## Награды и премии
- Медаль «За победу над Японией»[3]

- Почётная грамота Президиума Верховного Совета Марийской АССР (1951, 1967)

## Память
- Именем поэта названа улица в его родной деревне Визимбирь в Куженерском районе Республики Марий Эл.
- С 2000 года при Визимбирской начальной школе на общественных началах действует музей имени поэта[8].
- На родине поэта с июня 2002 года ежегодно проводится районный литературный праздник «Чалай йолгорно» («Тропинкой Чалая»). В этом мероприятии, посвящённом творчеству марийского поэта, активно участвуют обучающиеся школ Куженерского района вместе со своими наставниками юные и подрастающие таланты, творческие коллективы со всей республики[8].
- В Иштымбальской основной школе Куженерского района каждый год ко дню рождения поэта в декабре проводятся Чалаевские чтения, неизменными участниками которых являются дети школьного возраста.